# Bikin-Nationalpark
Der Nationalpark Bikin, originalsprachlich Nazionalny park «Bikin» (russisch Национа́льный парк «Бики́н») ist ein Nationalpark in der Region Primorje in Russland.

## Eigenschaften
Der Nationalpark Bikin wurde im November 2015 ausgewiesen und umfasst eine Fläche von 1,16 Millionen Hektar (11.600 km²). Namensgeber ist der Fluss Bikin, für dessen mittleren Lauf üppige Nadel-Laub-Mischwälder mit Hunderten verschiedenen Gehölzarten charakteristisch sind. Insbesondere die Korea-Kiefer kommt häufig vor. Im Bikin-Nationalpark ist unter anderem der Amur-Tiger zu Hause. In der gesamten Bikin-Region leben rund zehn Prozent der gesamten Tigerpopulation Russlands.